# شروط التعلم
نُشر كتاب شروط التعلم لروبرت غاغنيه لأول مرة عام 1965 من قِبل هولت وراينهارت ووينستون، ويصف ثمانية أنواع من التعلم وتسعة مراحل تعليمية. وتضمنت هذه النظرية خطوتين. تنص النظرية على وجود عدة أنواع أو مستويات مختلفة من التعلم. وتكمن أهمية هذه التصنيفات في أن كل نوع يتطلب أنواعًا مختلفة من التعليم. يحدد غانييه خمس فئات رئيسية للتعلم: المعلومات اللفظية، والمهارات الفكرية، والاستراتيجيات المعرفية، والمهارات الحركية، والمواقف. ويتطلب كل نوع من أنواع التعلم ظروفًا داخلية وخارجية مختلفة. على سبيل المثال، لتعلم الاستراتيجيات المعرفية، يجب أن تكون هناك فرصة لممارسة تطوير حلول جديدة للمشكلات؛ ولتعلم المواقف، يجب أن يتعرض المتعلم لنموذج يُحتذى به أو لحجج مقنعة.